# Downfall (album van The Gathering)
Downfall is een compilatiealbum van de Nederlandse rockband The Gathering, uitgebracht in 2001.

## Geschiedenis
Het album heeft als ondertitel The Early Years, en bevat opnamen uit de beginjaren van de band. Op de cd staan twee demosessies en een 7"-single uit de jaren voor hun eerste studioalbum Always.... Er bestaat naast deze reguliere uitgave ook een versie met twee cd's, waarbij op de tweede liveopnamen uit 1991 staan.
In 2008 werd een nieuwe versie uitgebracht. Op deze twee cd's staan, naast alle nummers van de vorige dubbel-cd-versie, ook zes nummers van een demo opgenomen in 1992 en een extra live-opname. Hiermee is al het werk uit de vroege periode (1989-1993) van The Gathering op cd uitgebracht.

## Nummers

### Uitgave 2001
1. In Sickness And Health¹
2. Gaya's Dream¹
3. Always...¹
4. Subzero²
5. Anthology In Black²
6. Second Sunrise²
7. Downfall²
8. In Sicknes And Health²
9. Second Sunrise³
10. Six Dead, Three To Go³
11. Downfall³
12. Another Day³
13. Share The Wisdom³

- ¹ The 7"
- ² Moonlight Archer (demosessie uit 1991)
- ³ An Imaginary Symphony (demosessie uit 1990)

### Uitgave 2008
Cd 1
1. Heartbeat Amplifier (demo 1992)
2. Her Last Flight (demo 1992)
3. On a wave (demo 1992)
4. The Illusionist (demo 1992)
5. Passage tot desire (demo 1992)
6. Of Pavilions and Fountains (demo 1992)
7. In Sickness And Health¹
8. Gaya's Dream¹
9. Always...¹
10. Second Sunrise³
11. Six Dead, Three To Go³
12. Downfall³
13. Another Day³
14. Share The Wisdom³

Cd 2
1. Dethroned Emperor (live, Celtic Frost-cover)
2. Subzero²
3. Anthology In Black²
4. Second Sunrise²
5. Downfall²
6. In Sicknes And Health²
7. Anthology In Black (live)
8. Downfall (live)
9. Subzero (live)
10. Second Sunrise (live)
11. Gaya's Dream (live)
12. Stonegarden (live)
13. Heartbeat Amplifier (live)

## Bezetting
- René Rutten
- Frank Boeijen
- Hans Rutten
- Hugo Prinsen Geerligs
- Jelmer Wiersma
- Bart Smits